# Novy–Romy Pils–Total

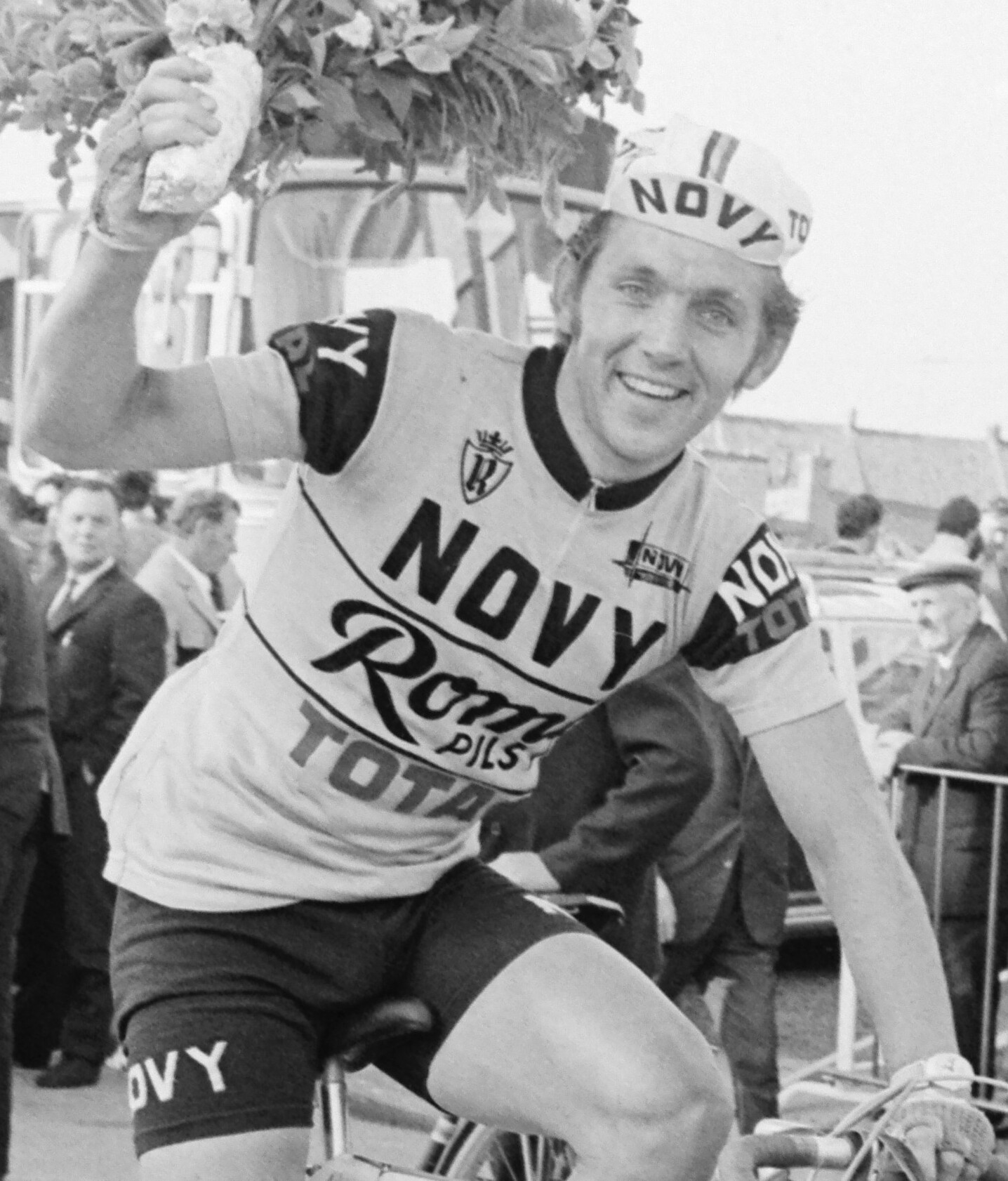
Frans Van Looy 1973

Novy–Romy Pils–Total oder Novy–Double Bubble war ein professionelles Radsportteam, das von 1972 bis 1973 bestand.

## Geschichte
Das Team wurde 1972 unter der Leitung von Luc Landuyt gegründet. Neben den zahlreichen Siegen im ersten Jahr konnte das Team zweite Plätze bei Dwars door Vlaanderen und beim Herinneringsprijs Dokter Tistaert, dritte Plätze bei Rund um den Henninger Turm, dem Grand Prix de Fourmies und Polder-Kempen sowie vierte Plätze beim Pfeil von Brabant, bei Le Samyn, beim Nationale Sluitingprijs und beim Grand Prix de Wallonie erreichen. 1973 erwirkte das Team zweite Plätze beim Nationale Sluitingprijs, beim Kampioenschap van Vlaanderen und beim Omloop van Oost-Vlaanderen, Platz 3 beim Grand Prix de Denain und Platz 5 bei Le Samyn. Ende der Saison 1973 wurde das Team aufgelöst.
1972 bis 1973 war ein belgischer Fahrradhersteller Hauptsponsor. 1972 war ein Hersteller von Kaugummi Co-Sponsor, welcher mit seiner Marke Double Bubble warb. 1973 waren die Brauerei Roman aus Oudenaarde und ein französisches Mineralölunternehmen Co-Sponsoren.

## Erfolge
1972
- Paris–Tours
- Grand Prix Pino Cerami
- Grote Prijs Raf Jonckheere
- Schaal Sels
- Grote Prijs Briek Schotte
- Circuit des Frontières
- Omloop Mandel-Leie-Schelde Meulebeke
- Omloop van Midden-Vlaanderen
- eine Etappe Vier Tage von Dünkirchen

1973
- Gullegem Koerse
- drei Etappen Tour de Picardie
- eine Etappe Valencia-Rundfahrt
- eine Etappe Vuelta a Mallorca
- eine Etappe Tour du Nord
- Grote Prijs Raf Jonckheere
- Grote Prijs Stad Vilvoorde

## Bekannte ehemalige Fahrer
- Noël Van Tyghem (1972)
- Christian Callens (1972–1973)
- Frans Van Looy (09.1972–1973)
- Guido Reybrouck (1973)
- Dirk Baert (1973)